# Bengești-Ciocadia
Bengeşti-Ciocadia é uma comuna romena localizada no distrito de Gorj, na região de Oltênia. A comuna possui uma área de 47.47 km² e sua população era de 3315 habitantes segundo o censo de 2007.